# تیلور جان اسمیت
تیلور جان اسمیت (انگلیسی: Taylor John Smith؛ زاده ۱۳ مه ۱۹۹۵) هنرپیشه اهل ایالات متحده آمریکا است. او برای بازی در نقش جان کین در مینی‌سریال چیزهای تیز شناخته شده‌است. از فیلم‌های برجسته‌ای که او در آنها حضور داشته می‌توان به گرگ‌ها (۲۰۱۶)، مرا گرفتی (۲۰۱۷)، قاتل شکارچی (۲۰۱۸)، پاسگاه (۲۰۲۰)، سایه در ابر (۲۰۲۰)، و فیلم موفق گیشه جایی که خرچنگ‌ها آواز می‌خوانند (۲۰۲۲) اشاره کرد.

## فیلم‌شناسی

### فیلم
| سال  | عنوان                         | نقش                     |
| ---- | ----------------------------- | ----------------------- |
| ۲۰۱۴ | خانه تسخیر شده ۲              | جوئی                    |
| ۲۰۱۴ | نوعی زیبایی                   | دوایت                   |
| ۲۰۱۵ | توطئه‌آمیز: قسمت ۳             | پسر نوجوان              |
| ۲۰۱۵ | شهدا                          | فرزند پسر               |
| ۲۰۱۶ | تقریبا دوست                   | برَد                     |
| ۲۰۱۶ | گرگ‌ها                         | آنتونی کلر              |
| ۲۰۱۷ | فرزند گمشده                   | بیلی سریوز              |
| ۲۰۱۷ | مرا گرفتی                     | تایلر هانسون            |
| ۲۰۱۸ | قاتل شکارچی                   | افسر بلفورد             |
| ۲۰۲۰ | پاسگاه                        | ستوان اول اندرو باندرمن |
| ۲۰۲۰ | سایه در ابر                   | گروهبان والتر کواید     |
| ۲۰۲۲ | صاعقه سیاه                    | راستی کرین              |
| ۲۰۲۲ | جایی که خرچنگ‌ها آواز می‌خوانند | تِیت واکر                |

### تلویزیون
| سال  | عنوان                 | نقش              | یادداشت                                        |
| ---- | --------------------- | ---------------- | ---------------------------------------------- |
| ۲۰۱۳ | ادراک                 | برادن سالیوان    | قسمت: «Toxic»                                  |
| ۲۰۱۴ | سی‌اس‌آی                | راب «ترک» ترکلا  | قسمت: «کتاب سایه‌ها»                            |
| ۲۰۱۴ | تقسیم و غلبه          | تد               | فیلم تلویزیونی؛ انگلیسی: Divide & Conquer      |
| ۲۰۱۴ | زمان بیشتر با خانواده | بچه دبیرستانی    | فیلم تلویزیونی؛ انگلیسی: More Time with Family |
| ۲۰۱۴ | پیچ خورده             | دانش آموز ۲      | ۲ قسمت                                         |
| ۲۰۱۵ | شیکاگو پی.دی.         | نیک ساتر         | اپیزود: «درد را دور کن»                        |
| ۲۰۱۵ | آناتومی گری           | چیپ              | قسمت: «وقتی بزرگ شدم»                          |
| ۲۰۱۵ | راهنمایی              | چت               | ۲ قسمت                                         |
| ۲۰۱۵ | هارت آو دیکسی         | چت               | قسمت: «پسران آلاباما»                          |
| ۲۰۱۵ | هاوایی فایو-زیرو      | استیو مک‌گرت جوان | قسمت: «Kuka'awale»                             |
| ۲۰۱۵ | مشاوران مقیم          | مارکوس           | قسمت: «هالووین»                                |
| ۲۰۱۶ | جرم آمریکایی          | لوک              | ۴ قسمت                                         |
| ۲۰۱۶ | نیت بی‌رحمانه          | بش کیسی          | خلبان بدون هوا                                 |
| ۲۰۱۶ | جعل‌کردن               | پرستون           | اپیزود: «Ex-Posed»                             |
| ۲۰۱۸ | چیزهای تیز            | جان کین          | ۸ قسمت                                         |